# Бангладешско-гаитянские отношения
Бангладешско-гаитянские отношения — двусторонние отношения между народной республикой Бангладеш и республикой Гаити. Между странами существуют некоторые культурные взаимоотношения, в основном касающиеся спорта.
Бангладешские миротворцы сыграли активную роль в поддержании мира и безопасности на Гаити. Впервые они были развёрнуты в 2004 году как часть миссии ООН на Гаити. В 2010 году на Гаити был размещён бангладешский полицейский контингент, полностью состоящий из женщин. В 2012 году бангладешские офицеры удостоились медали ООН за их роль в поддержании правопорядка на Гаити.
После землетрясения 2010 года на Гаити министерство здравоохранения Бангладеша отправило медицинскую команду из 20 врачей и 10 техников на остров.
Гаитянские футболисты, например Сони Норде и Паскаль Мильен, играли в бангладешских футбольных клубах.